# Пуэрто-Плата
Пуэ́рто-Пла́та (исп. Puerto Plata) — одна из северных провинций Доминиканской Республики. С конца 1990-х годов из-за своих прекрасных пляжей становится всё более популярной туристической достопримечательностью.

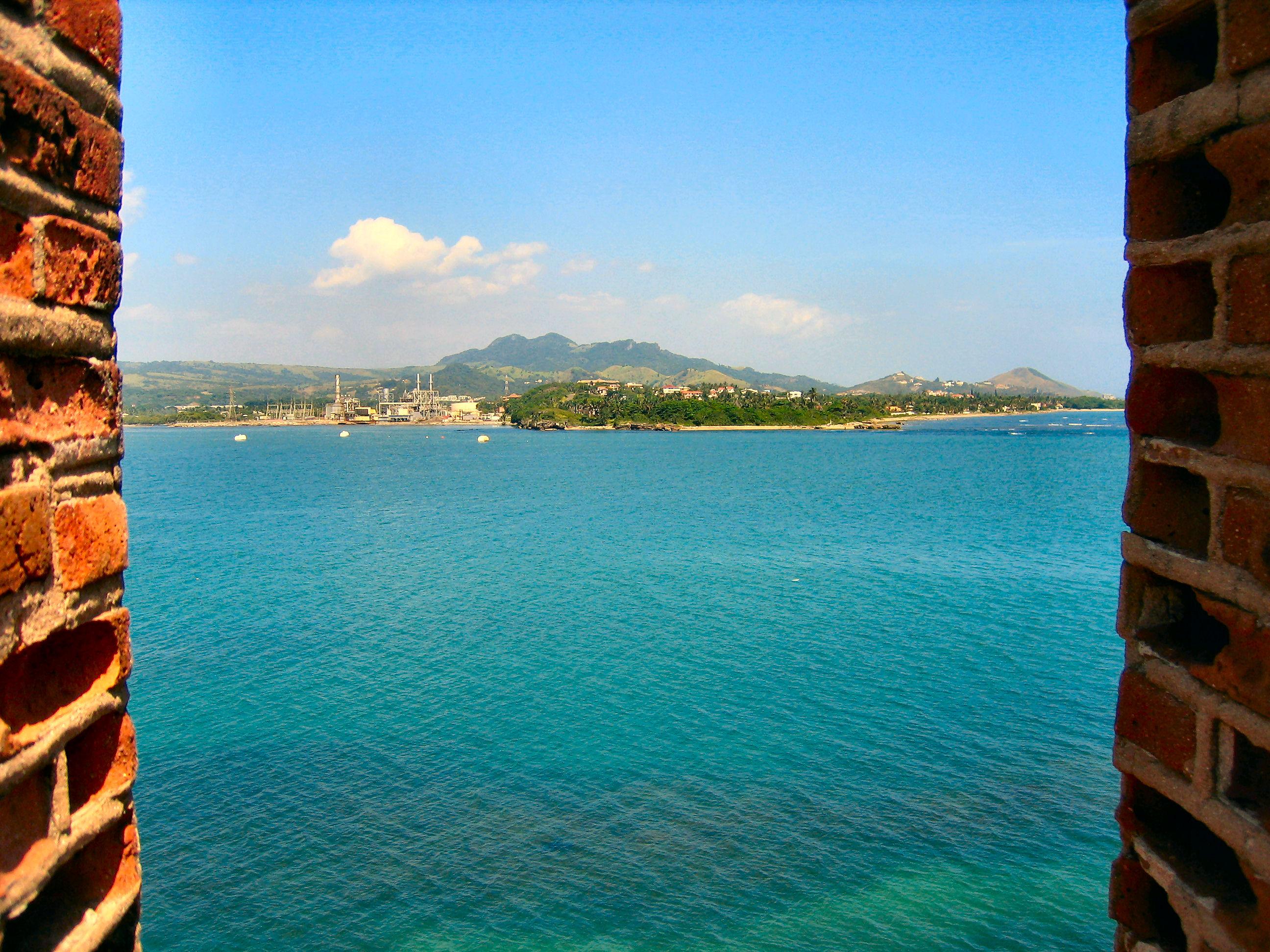
Панорама залива в Пуэрто-Плата.

## Муниципалитеты и муниципальные районы
Провинция разделена на девять муниципалитетов (municipio), а в пределах муниципалитетов — на двенадцать муниципальных районов (distrito municipal — D.M.):
- Альтамира
  - Рио-Гранде (D.M.)
- Вилья-Исабела
  - Гуалете (D.M.)
  - Ла-Хайба (D.M.)
  - Эстеро-Ондо (D.M.)
- Вилья-Монтеллано
- Гуананико
- Имберт
- Лос-Идальгос
  - Навас (D.M.)
- Луперон
  - Беллосо (D.M.)
  - Ла-Исабела (D.M.)
- Сан-Фелипе-де-Пуэрто-Плата
  - Маймон (D.M.)
  - Ясика-Арриба (D.M.)
- Сосуа
  - Кабарете (D.M.)
  - Сабанета-де-Ясика (D.M.)

Население по муниципалитетам на 2012 год (сортируемая таблица):
| № | Название                   | Общее население | Городское население | Сельское население |
| - | -------------------------- | --------------- | ------------------- | ------------------ |
| 1 | Альтамира                  | 26 056          | 7889                | 18 167             |
| 2 | Вилья-Исабела              | 14 889          | 1058                | 13 831             |
| 3 | Вилья-Монтеллано           | 19 029          | 9009                | 10 020             |
| 4 | Гуананико                  | 8954            | 3025                | 5929               |
| 5 | Имберт                     | 30 514          | 14 589              | 15 925             |
| 6 | Лос-Идальгос               | 14 589          | 3022                | 11 567             |
| 7 | Луперон                    | 20 259          | 4989                | 15 270             |
| 8 | Сан-Фелипе-де-Пуэрто-Плата | 286 558         | 247 569             | 38 989             |
| 9 | Сосуа                      | 69 885          | 19 338              | 50 547             |
|   | Провинция Пуэрто-Плата     | 490 733         | 310 488             | 180 245            |